# Куницкая, Надежда Ивановна
Надежда Ивановна Куницкая (12 марта 1925, деревня Селище, Логойский район — 12 января 2009, посёлок Ждановичи, Минская область) — трактористка, Герой Социалистического Труда.

## Биография
Надежда Ивановна Куницкая родилась в деревне Селище Логойского района.
Во время Великой Отечественной войны участвовала в партизанском движении в качестве связной. Начиная с 1951 года работала трактористкой Логойской Машинно-тракторной станции. Затем, с 1956 года — в совхозе «Логоза».
В период с 1967 по 1971 годы была депутатом Верховного Совета БССР. В 1971 году «за успехи в выполнении плана продажи государству продуктов земледелия и животноводства» была удостоена звания Героя Социалистического Труда.
В 1972 году первый секретарь ЦК Компартии Белоруссии Пётр Машеров подарил Надежде Ивановне трактор, который был миллионым по счёту трактором, произведённым Минским тракторным заводом. В 1976 году стала одним из делегатов XXV съезда КПСС.
В январе 1982 года вышла на пенсию.
В последние годы проживала в Республиканском доме-интернате для ветеранов войны и труда, расположенном в посёлке Ждановичи Минской области. Похоронена в Логойском районе.

## Награды
- Герой Социалистического Труда (1971);
- Орден Ленина[1];
- Орден Трудового Красного Знамени[1];
- Медаль «За трудовую доблесть»[1];
- Медаль За доблестный труд[1];
- Медаль За победу над Германией[4];
- Почётный гражданин Минской области (2007)[1];